# Ronggui
Ronggui (kinesiska: 容桂) är ett stadsdelsdistrikt (jiedao) i sydöstra Kina. Det ligger i stadsdistriktet Shunde i staden Foshan i provinsen Guangdong, omkring 41 kilometer söder om provinshuvudstaden Guangzhou. Antalet invånare är 449 687. Befolkningen består av 209 898 kvinnor och 239 789 män. Barn under 15 år utgör 11,0 %, vuxna 15-64 år 84 %, och äldre över 65 år 4,0 %.